# Castelo de Návia
O Castelo de Návia localiza-se no concelho de Návia de Suarna, na província de Lugo, comunidade autónoma da Galiza, na Espanha.
Ergue-se sobre uma elevação de ardósia, em posição dominante a Nordeste da vila, controlando a travessia do rio por uma ponte que remonta à Alta Idade Média.

## História
O castelo remonta ao século XI: em 1037 Rodrigo Gutiérrez entregou-o como dote a sua esposa Senior. Ao longo dos séculos passou às mãos dos Osório e dos Altamira.
O castelo foi destruído em 1467, no decurso da grande revolta irmandinha. Com a repressão da revolta, o castelo foi reconstruído. Posteriormente passou às mãos dos Losada Quiroga e às dos Freire de Andrade. Por fim, veio para as mãos do cura Manuel Lopes Armesto, que o transformou num edifício de moradias, função que mantém em nossos dias.

## Características
O conjunto, completamente reedificado no século XV, mistura elementos antigos com outros contemporâneos, encontrando-se actualmente completamente descaracterizado.